# Сутки (Смоленская область)
Сутки  — деревня в Смоленской области России, в Сафоновском районе. Население – 5 жителей (2007 год). Расположена в центральной части области в 7,5 км к юго-востоку от города Сафоново, в 5,5 км южнее автодороги М1 «Беларусь», на берегу реки Каменка. В 4 км северо-восточнее от деревни железнодорожная станция Максимово	 на линии Москва — Минск. Входит в состав Пушкинского сельского поселения.

## История
В годы Великой Отечественной войны деревня была оккупирована гитлеровскими войсками в сентябре 1941 года, освобождена в 1943 году.